# Asociación Nacional de Ejecutivos de Programas de Televisión
La Asociación Nacional de Ejecutivos de Programas de Televisión, también conocida como NATPE (National Association of Television Program Executives) es una asociación profesional de la televisión y ejecutivos de los medios emergentes. La organización fue fundada en 1963. Se realiza generalmente en Miami y Budapest.

## Desarrollo
NATPE se produce todos los años y ha pasado 50 años. Dado que nuestra tecnología está en constante evolución NATPE ha hecho cambios para adaptarse a los cambios. Los programas son no sólo están arrendados a las estaciones, pero ahora a las franquicias de Internet y canales en línea como Hulu, Netflix y Google, entre otros. No es un territorio desconocido con esta nueva tecnología.
NATPE ejecuta su misión proporcionar a los miembros con la educación, la creación de redes, la mejora profesional y la orientación tecnológica a través de actividades todo el año, directorios oportunos y eventos (como el anual NATPE Market & Conference). La organización también ofrece una gama completa de servicios en línea a sus miembros que incluyen una herramienta de la industria propiedad de redes, ofertas especiales asociadas, y oportunidades educativas.
Históricamente, es conocida por su anual NATPE Market & Conference, que es el único mercado de programación de América al servicio de la comunidad de la televisión en todo el mundo, así como uno de los nuevos medios de comunicación y tecnología de conferencias más importantes. El mercado es reconocido en todo el mundo como uno de los eventos clave de los medios. Entre los asistentes se incluyen los compradores de medios, redes abiertas y por cable y canales en busca de adquirir la programación, las empresas de distribución de programas, los financieros, los anunciantes, empresas de tecnología, y los productores de contenidos.

## Historia
Como el medio de la televisión creció, los directores de programas en las estaciones de televisión estadounidenses locales sintieron la necesidad de un foro específico de programas para discutir y resolver los desafíos que enfrentaban como consecuencia de la Regla de acceso Prime Time, que le dio la responsabilidad de la programación entre las 7 p. m. y 8 p. m. a las estaciones locales y directores de programas. Alentados por los vendedores de programación sindicados, 64 directores de programas (miembros fundadores de NATPE) se dedicaron a la organización de una reunión.
La primera reunión formal de los Asociados Nacionales de Ejecutivos de Programas de Televisión se celebró en mayo de 1964 en el Hotel Hilton de Nueva York y atrajo 71 solicitantes de registro. La mayoría de los participantes eran directores de programas. Durante la primera reunión de dos días en Nueva York, los temas de discusión oscilaron entre "Relación de la Red a la programación local". "¿dónde encontrar talento?", "La influencia del Gobierno sobre la programación" y "Formatos de éxito para el manejo de los políticos y Cuestiones políticas."
NATPE ha cambiado drásticamente en los últimos 40 años, la membresía creció 64 a 210 en 1970; hasta 1.206 en 1980; 1818 en 1990 y hasta un máximo de 3.812 por el nuevo milenio, en enero de 2000, aunque la pertenencia y asistencia a conferencias disminuyeron significativamente tras la "caída del punto-com" de 2001. En 2010 NATPE re-marca como NATPE Content First, y se expandió a trabajando activamente en los nuevos medios y tecnología oradores, expositores y asistentes, además de sus miembros de televisión habituales. Este esfuerzo ha permitido a NATPE volver a crecer y expandirse gran parte de su base de miembros, llegando hasta 6.000 para 2016.
Como enlace añadido entre la industria de la televisión, la comunidad académica y los estudiantes, la Fundación para la Educación de NATPE, se formó en 1978. Su misión es llegar a los estudiantes, proporcionando oportunidades prácticas para ellos y sus profesores con el fin de ayudarlos a prepararse para un futuro en la televisión. Fundación para la Educación de NATPE, suscrito por las cuotas de afiliación y el apoyo de los patrocinadores y dotaciones especiales, ofrece una serie de becas anuales, subvenciones y premios a la comunidad académica. Lew Klein, uno de los fundadores de NATPE y un presidente a principios de la organización, continúa su dedicación a la asociación como presidente de la Fundación para la Educación.